# Medicina social
La medicina social o salud colectiva es un campo de estudio y abordaje práctico sanitario, que se encarga de la salud de los grupos sociales y sus desigualdades, las conexiones entre la salud y el género de vida, y de las medidas sociales en pro de la salud.
La medicina social se orienta, entre otros temas, en la determinación social de la salud, el derecho a la salud, el modelo biopsicosocial en atención sanitaria, la ecología política y la participación ciudadana en el ámbito sanitario.
Algunos autores, como Jaime Breilh, prefieren el término «salud colectiva» al considerar que «salud» tiene un significante más amplio que «medicina» y que la palabra «colectiva» implica una participación ciudadana activa, que no solo se limita a la acción de las instituciones «públicas» de la salud pública convencional.

## Historia
Durante el Imperio Romano, Santa Fabiola de Roma junto a San Pamaquio, un senador cristiano, fundaron el nosocomium, que constituye el primer ejemplo de "medicina social".
Este estudio comenzó formalmente a principios del siglo XIX. La Revolución Industrial y el consiguiente aumento de la pobreza y la enfermedad entre los trabajadores expresaron su preocupación por el efecto de los procesos sociales en la salud de los pobres.
El término «medicina social» fue acuñado por el médico francés Jules R. Guérin (1801-1866) en la Gazzette Médicale de París en 1848. Sin embargo, el uso del término no se extendió sino hasta un siglo después.

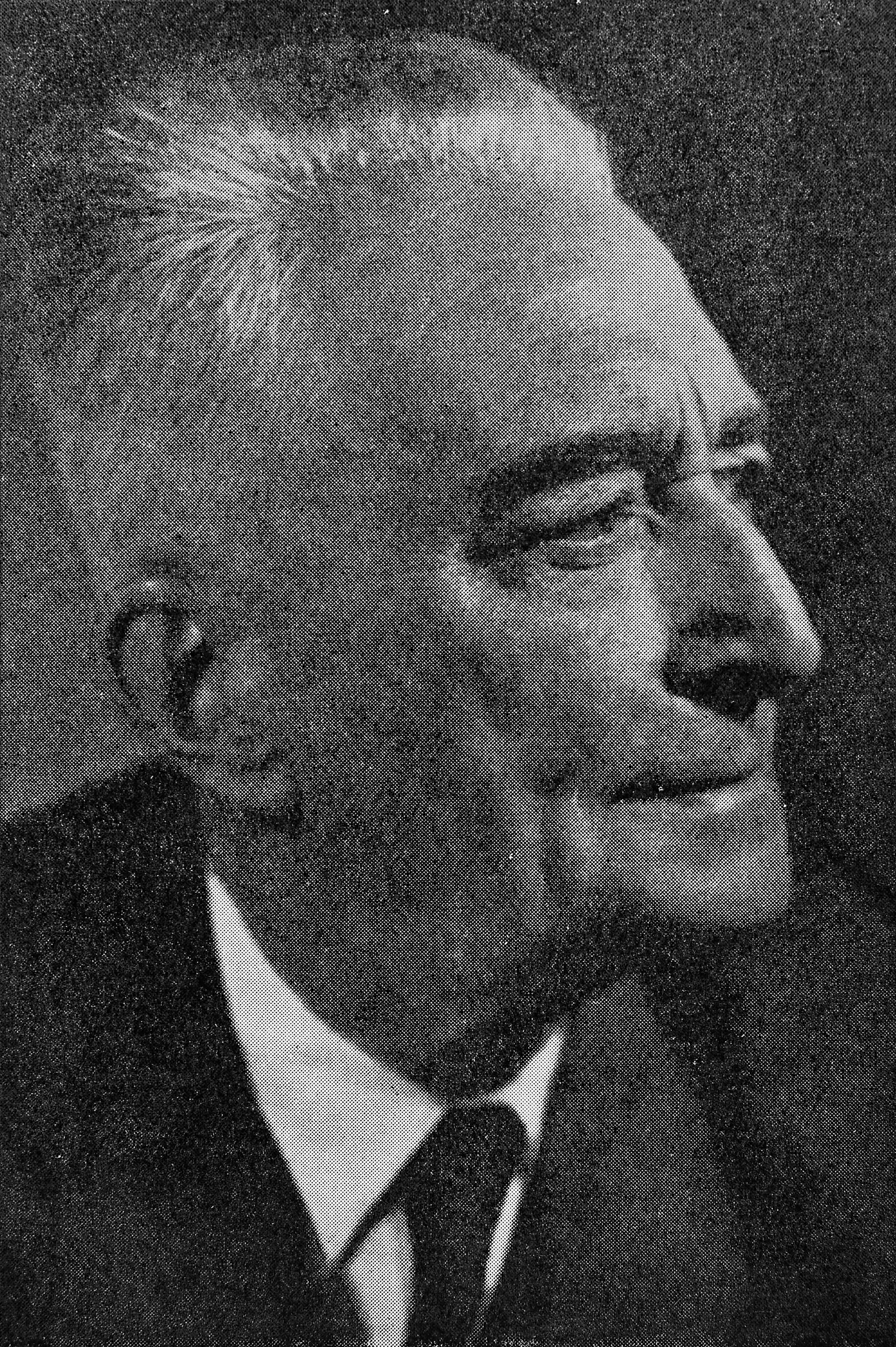
René Sand (1877-1953)

Más adelante, durante la época de los años 30 del siglo XX, la medicina social tuvo como pionero al médico belga René Sand, quien publicó la obra Vers la Medicine Sociale. Sand influiría en el desarrollo de esta disciplina y señaló que se debían profundizar los lazos entre las ciencias de la salud y las ciencias sociales. Al mismo tiempo, otro pionero contemporáneo fue el alemán Alfred Grotjahn quien publicó Soziale Pathologie, donde destacaba que las clases trabajadoras tenían problemas de salud distintos a los de los ricos, a las que se refirió como «patología social». De igual manera, Grotjahn lideró un movimiento por la higiene social que se contraponía a la visión de higiene pública sin consideraciones sociales.
Prominentes figuras en la historia de la medicina social, incluyen a Rudolf Virchow, Salvador Allende, y más recientemente a Paul Farmer y a Jim Yong Kim.
En la República Argentina la Medicina Social tiene un Día Nacional en homenaje a la actividad realizada por el Dr. René Favaloro y se celebra en el día de su natalicio.

## Características

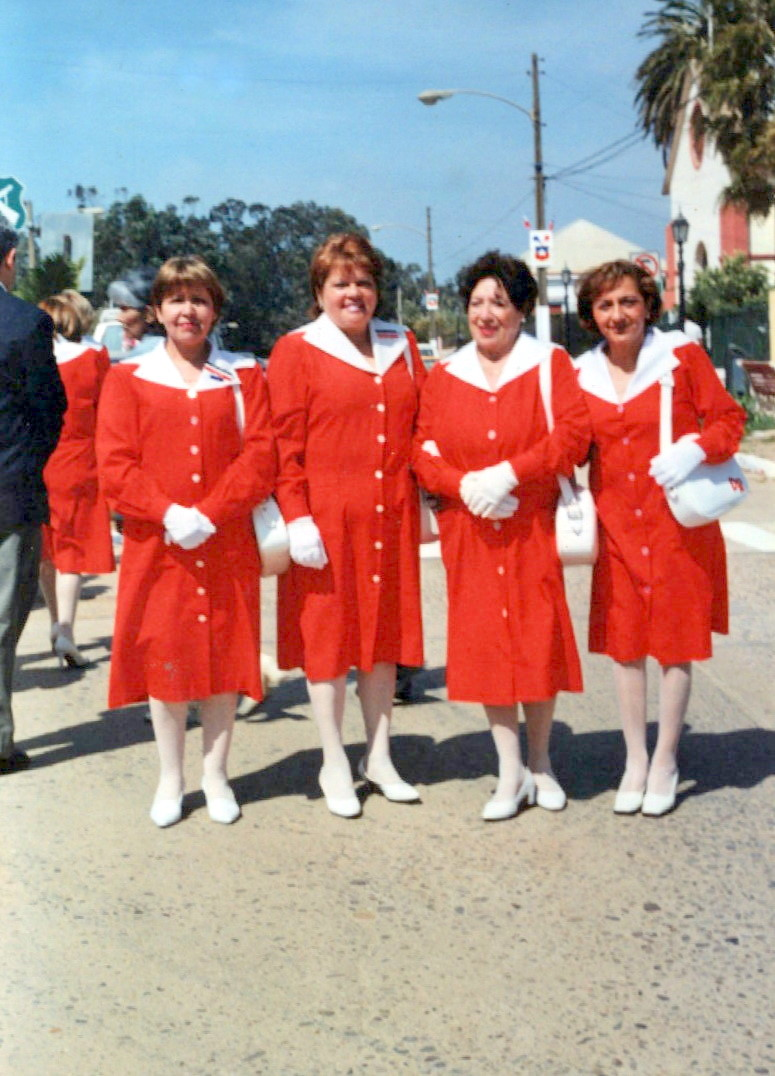
Grupo de chilenas 'Damas de Rojo', (Chile) voluntarias en el hospital local y claro ejemplo de la medicina social.

El campo de la medicina social busca:
1. Entender cómo las condiciones sociales y económicas impactan la salud y enfermedad, entre los individuos, así como su importancia en la medicina.
2. Fomentar las condiciones en las cuales la comprensión sobre este tema mediante la educación, promoción, organización y desarrollo de programas de salud, pueda conducir a una sociedad más sana.

Específicamente, Farmer (2006) refirió que «el entendimiento biosocial de fenómenos médicos, como los determinantes sociales de la salud, se necesitan con urgencia». El punto de vista de Paul Farmer es que la medicina moderna está enfocada a nivel molecular y que existe un hueco entre el análisis social y las prácticas médicas. 
Por otra parte, Farmer, Nizeye, Stulac y Keshavjee (2006) ven la medicina social con cierta importancia creciente ya que la investigación científica es cada vez más «desocializada». Los últimos se refieren a «...la tendencia de preguntar solo cuestiones biológicas cuando de hecho las preguntas deberían de ser de índole biosocial».
Por otro lado la ideología sanitaria, dice que el origen de las enfermedades radican en tres grupos predominantes: la biología, la genética y los hábitos o conductas personales.
Aunque estos sean factores importantes y dignos de ser tenidos en cuenta, en realidad, desde el punto de vista biosocial, solo juegan un papel relativamente menor en la producción de la enfermedad. Ya que se deben de considerar, de igual forma, las creencias culturales y los conflictos económicos de una sociedad. 
El campo de la medicina social es comúnmente asociado con la “salud pública” en esfuerzos de entender lo que se conoce como los determinantes sociales de la salud.